# Eva Sršen

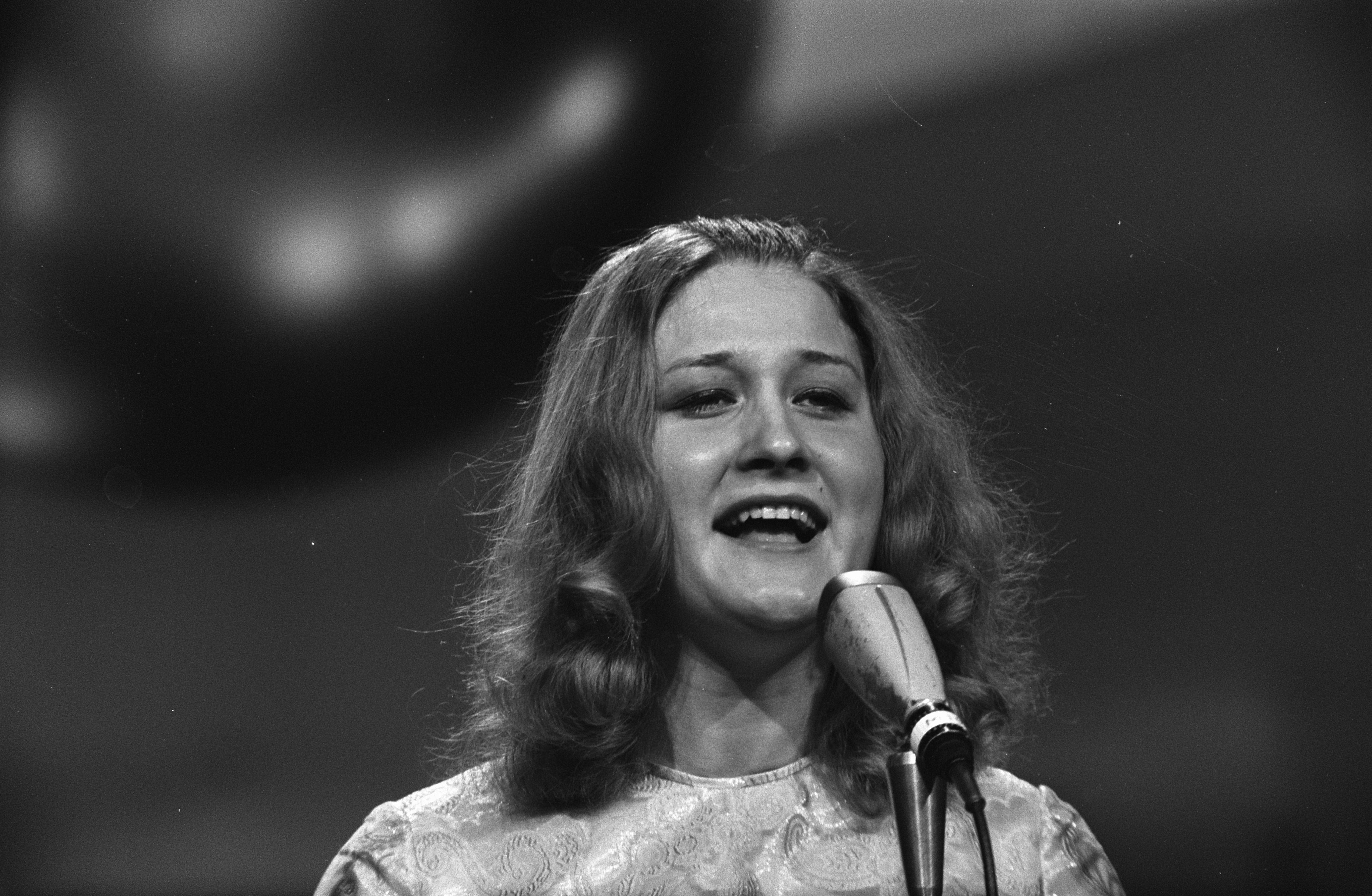
Eva Sršen bei Proben vor dem ESC 1970

Eva Sršen (* 1951 oder 1952 in Ljubljana) ist eine ehemalige jugoslawische Sängerin.

## Leben und Wirken
Ihre erste Aufnahme Ljubi, ljubi, ljubi erschien 1969 als B-Seite der Single PGP RTB S 51 009, auf deren A-Seite der Sänger Miro Ungar mit dem Lied Dolina mog djetinjstva vertreten war.
Bekannt wurde sie als jugoslawische Teilnehmerin beim Eurovision Song Contest 1970. Mit ihrem Lied Pridi, dala ti bom cvet (Komm, ich gebe Dir eine Blume) belegte sie den elften Platz. Komponiert wurde das Lied von Mojmir Sepe, der schon das jugoslawische Lied für den Contest 1966 komponiert hatte, der slowenische Text stammt von Dušan Velkaverh. Das Lied wurde auf der Single Helidon FSP 5-007 veröffentlicht, auf der B-Seite befindet sich das von Eva Sršen selbst komponierte und getextete Lied Naivka.
1974 beteiligte sie sich nochmals am jugoslawischen Vorausscheid für den Eurovision Song Contest, erreichte jedoch mit dem Lied Lepa ljubezen (Schöne Liebe) nur den neunten von zwölf Plätzen.
Über das weitere Leben Eva Sršens ist nichts bekannt.